# Thermococcus barophilus
A Thermococcus barophilus egy barofil és hipertermofil Archaea faj. Az archeák – ősbaktériumok – egysejtű, sejtmag nélküli prokarióta szervezetek. Egy mélytengeri hidrotermális kürtőnél izolálták. Anaerob és kén metabolizáló. Típustörzse MPT.